# PRINCE2
Проекти в контрольованому середовищі (англ. PRojects IN Controlled Environments — PRINCE) — це метод управління проектами. Метод включає в себе управління, контроль і організацію проекту. «PRINCE2» — це другий реліз зазначеного методу, що є зареєстрованим торговим знаком, державної торгово-промислової палати (англ. Office of Government Commerce — OGC), незалежного підрозділу державного казначейства Сполученого Королівства.

## Історія
PRINCE2 походить від більш раннього методу PROMPT та методу проєктного управління PRINCE, який був розроблений у 1989 р. Центральним телекомунікаційним та комп'ютерним агентством (англ. Central Computer and Telecommunications Agency — CCTA), як державний стандарт Великої Британії з управління проєктами у сфері інформаційних технологій (ІТ). Незабаром зазначений стандарт почали використовувати за межами IT сфери. У 1996 р. PRINCE2 був визнаний універсальним методом управління проєктами. PRINCE2 став надзвичайно популярним і зараз де-факто є стандартом проєктного управління у Великій Британії.
Остання версія була випущена у 2009 р., як результат проєкту оновлення Prince2:2009 державної торгово-промислової палати Великої Британії.
PRINCE2:2009 Оновлення: З 2006 р. метод переглядався, а 16 Червня, 2009 р. був опублікований під назвою «Оновлення PRINCE2:2009». Назва «PRINCE2» (замість «PRINCE3» чи схожої) використано задля демонстрації збереження головних принципів методу. Все ж таки, це найбільш суттєвий перегляд методу з 1996 р. з метою його адаптації до мінливого бізнес середовища, спрощення і «полегшення», а також кращої інтеграції з іншими методами державної торгово-промислової палати Великої Британії (ITIL, P3O, P3M3, MSP, etc.). Головна різниця між релізом 2009 р. та більш ранніми релізами полягає в появі двох довідників замість одного. «Управління проєктами, використовуючи PRINCE2» (англ. Managing Projects Using PRINCE2) — оновлена методика управління, що призначена для менеджерів проєктів, для яких управління проєктами є щоденною діяльністю. «Стратегічне управління проєктами, використовуючи PRINCE2» (англ. Directing Projects Using PRINCE2) — новий документ для Керівника проєктів і Ради управління проєктам, тобто спонсорів / замовників проєктів.
Екзамен як з Теоретичної так і з Практичної частини буде базуватися на новому довіднику «Управління проєктами» та не буде включати матеріали з довідника «Стратегічне управління проєктами». Прохідний бал для Теоретичного екзамену залишиться не змінним. Прохідний бал для Практичного екзамену збільшиться з 50 % до 55 %. Тривалість екзамену з Практичної частини буде зменшено з 3 годин до 2,5 годин.

## Переваги
PRINCE2 — це структурований підхід до управління проєктами, який спрямований на управління проєктами в рамках чітко визначеної організаційної структури. PRINCE2 описує процедури координації людей та завдань в проєкті, як створювати / планувати проєкт та що робити, якщо проєкт потребує внесення змін через невідповідність фактичного стану виконання проєкту плану його виконання. Кожний процес зазначено з ключовими вхідними та вихідними даними, а також з специфічними цілями та завданнями, які необхідно виконати, що загалом дає можливість контролю відхилень від плану.
Поділ методу на частини, що підлягають управлінню, забезпечує ефективний контроль ресурсів, завдяки чому можливо здійснювати контрольований та організований моніторинг проєкту. PRINCE2 забезпечує єдину термінологію для всіх учасників проєкту. Різноманітні ролі управлінців та зони відповідальності повністю описані та можуть бути адаптовані відповідно до складності проєкту та компетенцій організації.

## Помилки використання
Іноді PRINCE2 вважають не доцільним для дуже маленьких проєктів через обсяг роботи, необхідної для створення та оновлення документів, протоколів та реєстрів. Досить часто це трапляється через нерозуміння, які частини PRINCE2 використовувати, адже PRINCE2 можливо повністю масштабувати.
Звичайно все це чудово, але…
Звичайно все це чудово, але сприйняття PRINCE2 погіршене тим, що для кожного ефективного проєкту, який використовує методологію PRINCE2 існує певна кількість не ефективних проєктів, які використовують, так звану, методологію PINO (англ. PRINCE In Name Only — дослівно, PRINCE лише в назві). Загальними проблемами є:
- Стадія початку проєкту опускається / проштовхується і організація переходить відразу до створення Документу ініціювання проєкту (англ. Project initiation document — PID).
- Рада проєкту не є ефективною — ескалації уходять в «чорну діру» тощо.
- Відсутній Опис продукту (англ. Product description — PD), без якого управління якістю в PRINCE2 не працює.
- Припустимі відхилення не встановлюються, або встановлюються лише для часу виконання та вартості — чітко не визначено, в якій мірі повноваження передані виконавцям або коли необхідно використовувати ескалацію (піднімати рівень прийняття рішень).
- Проєкт фактично складається з однієї стадії (або «фази» використовуються, щоб уникнути Огляду виконання стадії завершення (англ. End Stage Review)).
- Документи ініціювання проєкту фактично копі-паст (англ. copy-paste — копіювати — вставити) Документу ініціювання проєкту з останнього проєкту — їм не слідують і вони створюються тому що «потрібно».
- Низький рівень залучення «бізнесу», адже PRINCE2 вважається «технічним» методом — виходи (продукти) проєкту можуть не призвести до бажаних результатів.
- Успіхи та невдачі використання PRINCE2 були однією з причин створення Моделі зрілості PRINCE2 (англ. PRINCE2 Maturity Model — P2MM).

## Модель зрілості PRINCE2
Модель зрілості PRINCE2 описує набір Сфер Ключових Процесів (англ. Key Process Areas — KPAs), які необхідні для ефективного впровадження та використання PRINCE2 в організації. Довідник PRINCE2 описує управління проєктом і не включає опис процесів впровадження PRINCE2 в організації, в той час як P2MM описує саме процеси впровадження PRINCE2.
P2MM описує ключові практики, які додаються до процесів та складових PRINCE2 з метою забезпечення повторюваного використання методу (Рівень 2 KPAs), а також ключові практики необхідні для впровадження методу (Рівень 3 KPAs), як стандартного бізнес-процесу управління проєктами, що включає: призначення власника (3.1), адаптацію методу (3.2), навчання (3.3), інтеграцію з іншими системами управління (3.4), механізм забезпечення якості (3.5).

## Огляд методу
Блок-схема процесів PRINCE2. Стрілки означають потоки інформації. PRINCE2 — це процесуальний метод управління проєктами на відміну від адаптивних методів, таких як Scrum. PRINCE2 2009 визначає 40 окремих активностей (завдань) і об'єднує їх у сім процесів.

### Початок проєкту
На цьому етапі визначаються учасники проєктної команди та готується короткий опис проєкту (опис цілей проєкту та комерційне обґрунтування проєкту). Відповідно до загальних засад методу на цьому ж етапі планується наступний етап проєкту. Після завершення зазначених робіт Рада проєкту має погодити наступний етап проєкту — ініціювання проєкту.
Головні завдання включають: призначення керівника проєкту та менеджера проєкту, визначення та призначення команди управління проєктом, створення короткого опису проєкту, визначення методу управління проєктом, планування наступного етапу проєкту (ініціювання).

### Ініціювання проєкту
Цей етап базується на результатах виконання завдань етапу початку проєкту. Короткий опис проєкту розширюється до бізнес плану (англ. Business case). Точки контролю якості проєкту узгоджуються з точками контролю стану виконання проєкту. Створюється план виконання наступного етапу проєкту. Результати етапу виносяться на погодження Ради проєкту з метою погодження продовження роботи над проєктом.
Головні завдання включають: планування показників якості, створення плану проєкту, деталізація бізнес плану та ризиків, визначення точок контролю проєкту, створення Документу ініціювання проєкту (англ. Project Initiation Document).

### Стратегічне управління проєктом
Цей процес визначає яким чином Рада проєкту (що уособлює роль спонсору проєкту) буде загалом контролювати проєкт. Рада проєкту дозволяє / санкціонує етап ініціювання проєкту, а також сам проєкт. Стратегічне управління також визначає яким чином Рада проєкту має погоджувати план етапів, включаючи погодження будь-якого плану етапу, що може змінити існуючий план проєкту у зв'язку з будь-якими змінами строків або ключових показників проєкту.
Також визначається, яким чином Рада проєкту може змінити план проєкту, способи закриття проєкту.
Головні завдання включають: засоби погодження ініціювання проєкту, погодження проєкту, погодження етапу або вилучення етапу проєкту, підтвердження завершення проєкту.

### Контроль
PRINCE2 передбачає поділ проєкту на етапи, які підлягають контролю. Загалом визначено яким чином пакети завдань призначаються та погоджуються. Також визначається яким чином відслідковується статус виконання завдань і яким чином такий статус доповідається Раді проєкту. Засоби для відслідковування та оцінювання виконання проєкту пропонуються разом з способами застосування коригуючих дій. Також закріплюються методи ескалації визначеного кола проблем Раді проєкту.
Головні завдання включають: призначення та погодження пакетів завдань, оцінювання статусу виконання завдань, звітування статусу виконання завдань, застосування коригуючи дій, ескалація проблем проєкту, підтвердження завершення пакету завдань.

### Управління межами етапів
Контроль виконання етапів проєкту — це визначення переліку завдань, які мають бути виконані в межах етапу. Управління межами етапу визначає, що має бути виконано при завершені етапу. При завершені етапу необхідно створити план виконання наступного етапу. Загальний план проєкту, перелік ризиків проєкту та бізнес план за необхідності переглядається та оновлюється. Також визначається перелік дій на випадок, якщо етап не відповідає показникам виконання. Загалом визначається, яким чином звітується про завершення етапу.
Головні завдання включають: планування етапу, оновлення плану проєкту, оновлення бізнес плану проєкту, оновлення ризиків проєкту, звітування про завершення етапу, створення плану дій на випадок не виконання певних завдань проєкту.

### Завершення проєкту
Визначаються завдання, які повинні бути виконані при завершені проєкту. Проєкт має бути формально завершений (ресурси мають бути вивільнені для виконання інших завдань), результат виконання завдань має бути визначений, а сам проєкт має отримати формальну оцінку.
Головні завдання включають: завершення проєкту, визначення результату виконання завдань, оцінку виконання проєкту.